# GPR27
GPR27 (англ. G protein-coupled receptor 27) – білок, який кодується однойменним геном, розташованим у людей на короткому плечі 3-ї хромосоми.  Довжина поліпептидного ланцюга білка становить 375 амінокислот, а молекулярна маса — 39 818.
| 10         |  | 20         |  | 30         |  | 40         |  | 50         |
| ---------- |  | ---------- |  | ---------- |  | ---------- |  | ---------- |
| MANASEPGGS |  | GGGEAAALGL |  | KLATLSLLLC |  | VSLAGNVLFA |  | LLIVRERSLH |
| RAPYYLLLDL |  | CLADGLRALA |  | CLPAVMLAAR |  | RAAAAAGAPP |  | GALGCKLLAF |
| LAALFCFHAA |  | FLLLGVGVTR |  | YLAIAHHRFY |  | AERLAGWPCA |  | AMLVCAAWAL |
| ALAAAFPPVL |  | DGGGDDEDAP |  | CALEQRPDGA |  | PGALGFLLLL |  | AVVVGATHLV |
| YLRLLFFIHD |  | RRKMRPARLV |  | PAVSHDWTFH |  | GPGATGQAAA |  | NWTAGFGRGP |
| TPPALVGIRP |  | AGPGRGARRL |  | LVLEEFKTEK |  | RLCKMFYAVT |  | LLFLLLWGPY |
| VVASYLRVLV |  | RPGAVPQAYL |  | TASVWLTFAQ |  | AGINPVVCFL |  | FNRELRDCFR |
| AQFPCCQSPR |  | TTQATHPCDL |  | KGIGL      |  |            |  |            |

A: Аланін

C: Цистеїн

D: Аспарагінова кислота

E: Глутамінова кислота

F: Фенілаланін

G: Гліцин

H: Гістидин

I: Ізолейцин

K: Лізин

L: Лейцин

M: Метіонін

N: Аспарагін

P: Пролін

Q: Глутамін

R: Аргінін

S: Серин

T: Треонін

V: Валін

W: Триптофан

Кодований геном білок за функціями належить до рецепторів, g-білокспряжених рецепторів, білків внутрішньоклітинного сигналінгу. 
Локалізований у клітинній мембрані, мембрані.